# Maaike Caelers
Maaike Caelers (Weert, 2 september 1990) is een Nederlands triatlete. Ze werd Nederlands kampioene triatlon op zowel de olympisch- als de sprintafstand.

## Biografie

### Junioren
Caelers groeide met haar ouders, broertje en tweelingzus op in het Limburgse Weert. Op 9-jarige leeftijd kwam ze in aanraking met triatlon. Na haar HAVO werd ze opgenomen het NTC (Nationaal Trainingscentrum voor triatlon) in Sittard. 
In 2006 boekte ze haar eerste internationale succes bij de Europese jeugdkampioenschappen duatlon in het Italiaanse Rimini. Ze veroverde hier de 11e plaats. Ook won ze dat jaar goud bij verschillende Europacupwedstrijden. In 2009 wordt ze naast Nederlands jeugdkampioene triatlon in Aalsmeer ook Nederlands jeugdkampioene veldlopen bij de meisjes A. Ze mag Nederland vertegenwoordigen bij de wereldkampioenschappen in Brisbane, waar ze met een vierde plek op een haar na het podium miste.

### Elite
Sinds 2010 komt ze uit bij de elite. Dat jaar behaalde ze de Nederlandse titel op de olympische afstand en op de sprintafstand. Bij de cupwedstrijd in Slowakije werd Caelers tweede. Op een wegwedstrijd in Korschenbroich (Duitsland) werd ze eveneens tweede. Een jaar later behaalde Caelers een derde plaats op de ITU Sprint Triathlon Oceania Cup in Nieuw-Zeeland. In 2012 werd ze in dezelfde wedstrijd zesde. 
Op 6 juni 2012 werd officieel bekend dat ze als triatlete Nederland zal vertegenwoordigen bij de Olympische Spelen in Londen. Caelers plaatste zich als een van de 39 beste triatleten op de ITU Olympische kwalificatieranglijst. In de olympische wedstrijd behaalde ze een 41e plaats met een tijd van 2:06.53,00.

### Onderscheidingen
In 2014 ontving Caelers de Thea Sybesma Award voor haar prestaties als triatlete in 2014.

## Titels
- Nederlands kampioene triatlon op de olympische afstand - 2010

## Palmares

### triatlon
- 2016: 40e WK olympische afstand - 522 p
- 2015:  Triatlon van Veenendaal
- 2015: 12e Europese Spelen
- 2015: 41e WK olympische afstand - 1147 p
- 2014: 47e WK olympische afstand - 823 p
- 2014: 55e WK sprintafstand in Hamburg
- 2013: 12e WK olympische afstand - 2207 p
- 2013: 30e WK sprintafstand in Hamburg
- 2012: 10e WK U23 Auckland Nieuw-Zeeland
- 2012:  World Championship Series in Yokohama
- 2012:  World Championship Series in Stockholm
- 2012: 41e OS in Londen
- 2012:  Wereldbeker in Tiszaujvaros
- 2012: 54e World Championship Series in Madrid
- 2012: 11e World Championship Series in San Diego
- 2012: 57e World Championship Series in Sydney
- 2012: 32e Wereldbeker in Mooloolaba
- 2012: 6e ITU Sprint Triathlon Oceania Cup
- 2011: 42e Wereldbeker in Tiszaujvaros
- 2011: 11e Wereldbeker in Monterrey
- 2011:  ITU Sprint Triathlon Oceania Cup
- 2011: 39e World Championship Series in Sydney
- 2011: 17e Wereldbeker in Mooloolaba
- 2010: 14e Wereldbeker in Tongyeong
- 2010: 5e Wereldbeker in Holten
- 2009: 4e WK junioren in Gold Coast
- 2008:  Europacup in Oudenaarde
- 2008: 7e EK in Lissabon
- 2008: 8e WK in Vancouver
- 2008:  Benelux circuit
- 2008:  Europacup in Holten
- 2008:  Europacup in Oudenaarde
- 2007: 8e EK in Kopenhagen
- 2007:  NK in Stein
- 2007:  Benelux circuit
- 2007:  Europacup in Holten
- 2007:  Europacup in Weiswampach

### 10 km
- 2015: 5e NK in Schoorl - 33.53

### 15 km
- 2017: 20e Zevenheuvelenloop - 56.17

### duatlon
- 2006: 11e EK junioren in Rimini

### veldlopen
- 2014:  Mescherbergloop - 1:02.02

## Onderscheidingen
- Thea Sybesma Award - 2014